# Кацано ди Траминя
Каца̀но ди Трамѝня (на италиански: Cazzano di Tramigna; на венециански: Cassan de Tramea, Касан де Трамеа) е село и община в Северна Италия, провинция Верона, регион Венето. Разположено е на 100 m надморска височина. Населението на общината е 1533 души (към 2015 г.).